# Realization (horolezecká cesta)

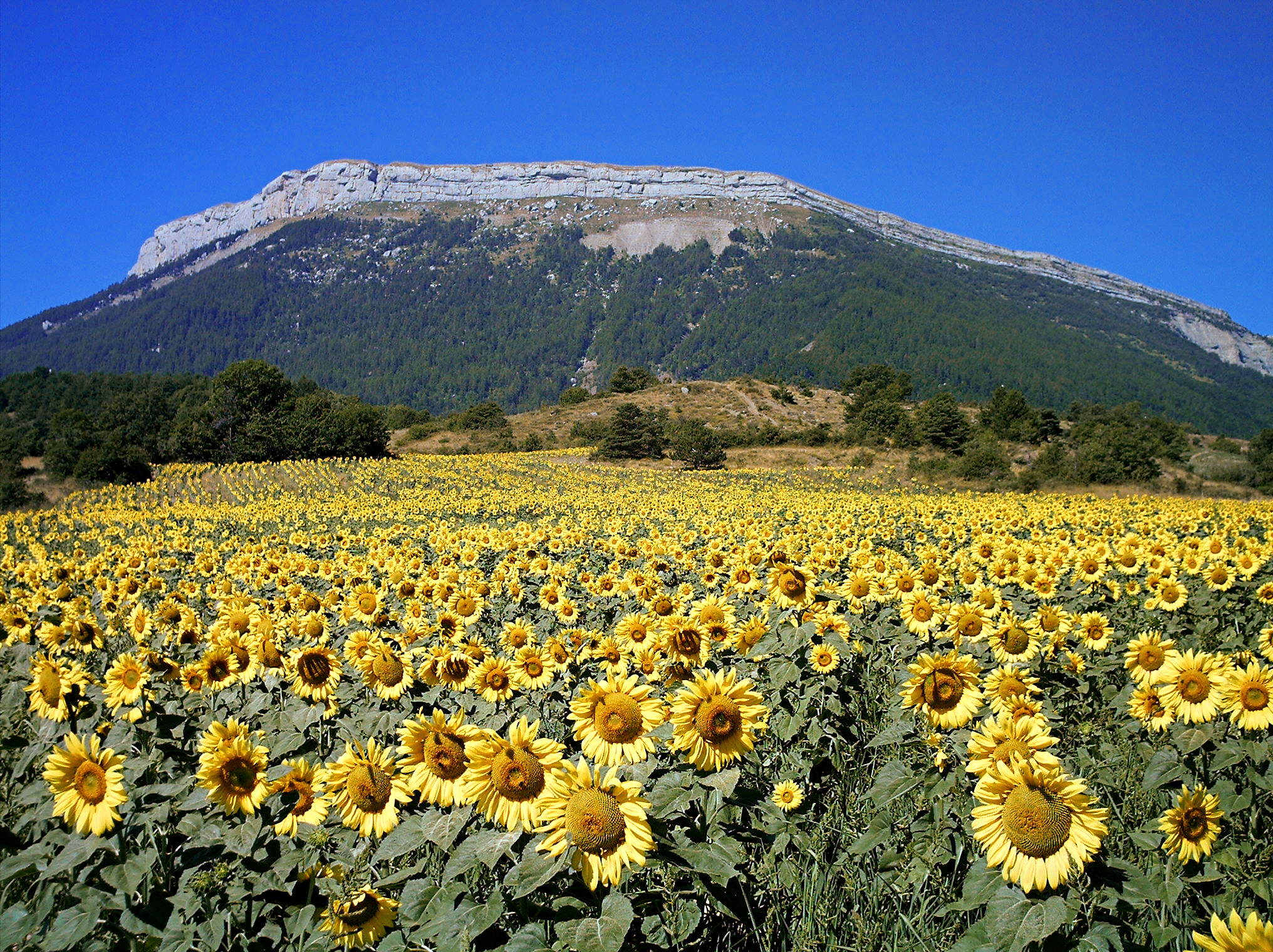
Montagne de Céüse na níž se Realization nachází

Realization, někdy také Biographie, je horolezecká cesta v lezecké oblasti na jižní straně hory Montagne de Céüse (2016 m n. m.) nedaleko Gap a Céüse ve Francii.
Její prvovýstupce, Chris Sharma, nenavrhl obtížnost, ale obecně se udává 9a+ (francouzská stupnice) nebo 5.15a (americká stupnice). Mezi cestami, které zopakoval další lezec, je Realization první, u které panovala shoda na obtížnosti 5.15a, což ji k roku 2001 učinilo do té doby nejtěžší cestou na světě. V roce 1996 navrhl Fred Rouhling ještě vyšší obtížnost, 9b (5.15b), pro svou nezopakovanou cestu Akira, u té však nebyla shoda na obtížnosti. Po roce 2001 již došlo k mnoha výstupům oficiálně obtížnějších cest.

## Spory o jméno
Pojmenování této cesty je sporné. Ve Francii dává cestě jméno člověk, který ji osadil jištěním, zatímco v Americe ji většinou pojmenuje prvovýstupce. V roce 1989 osadil Jean-Christophe Lafaille celou délku této cesty a pojmenoval ji Biographie. Arnaud Petit v roce 1996 přidal řetěz do poloviny cesty a téhož roku jako první vylezl první půlku (8c+/5.14c). (Okolo roku 2007 byl řetěz označující konec Petitovy cesty ze stěny odstraněn.) V červenci roku 2001 se Sharma stal prvním člověkem, který vylezl celou tuto cestu a podle amerického způsobu ji pojmenoval Realization.
Mnoho Američanů teď považuje Biographii za první polovinu cesty, jak ji v roce 1996 vylezl Petit, a Realization je pro ně celá cesta včetně druhé poloviny. Jiní lezci, jako třeba Adam Ondra a Sylvain Millet, nazývají cestu v celé své délce Biographie.
V interview pro kairn.com v dubnu roku 2010 Sharma připustil, že čas a námaha, které do cesty člověk vloží ještě před jejím prvovýstupem, mají velký význam a ne každý tedy může o cestě rozhodovat stejně jako ten, kdo cestu osadil. Tehdy hovořil o své cestě First Round First Minute (tehdy ještě projekt) v Katalánsku a v dubnu roku 2011, den poté co tuto cestu vylezl, použil v interview pro planetmountain.com jméno Biographie pro označení cesty, kterou kdysi pojmenoval Realization.

## Pozdější výstupy
Biographii zopakovali Sylvain Millet (24. května 2004), Patxi Usobiaga (29. července 2004), Dave Graham (30. července 2007), Ethan Pringle (2. září 2007), Ramón Julián Puigblanque (27. července 2008), Enzo Oddo (srpen 2010) a Jonathan Siegrist (červen 2014).